# プロ野球
プロ野球（プロやきゅう）とは、野球のプロフェッショナルスポーツ（プロスポーツ）形態を指す言葉である。略さずに「プロフェッショナル野球」とも言う。対義語は「アマチュア野球（アマ野球）」である。英語では「professional baseball」と表記される。
日本においては、特に日本野球機構（略称：NPB）によって統括されているリーグ（日本プロ野球）と米国、カナダで主に行われるメジャーリーグベースボール（MLB、大リーグ）を指すが、単純に「プロ野球」とのみいう場合はNPBを表す場合が多い。また、1950年代あたりまでは、職業野球と呼ばれていた（日本最初のプロ野球機構も1938年までは「日本職業野球連盟」だった）。
女子野球のプロスポーツ形態については女子プロ野球と呼ばれる。

## 概要
他のプロスポーツ同様、試合を行うことで観客から入場料を徴収し、それを球団の利益ならびに選手の報酬としている。球団・選手とも野球を専業職とし、試合やそれに関連する収益で所得の全てを賄う。この点がアマチュア野球とは大きく異なる。プロ野球の球団はプロ野球球団、プロ野球チームと呼ばれ、選手はプロ野球選手と呼ばれる。
現代では入場料だけでなく、テレビやラジオでの試合中継による放映権料や、球団や選手関連グッズの売り上げ、ファンクラブ会費、球場で販売する飲食物の売り上げなど、野球に関連する様々な収入源が形成されている。これらの収益は球団が主体となって得た上で、その球団に所属する選手や職員へ報酬（給与）として分配される。プロ野球を管轄する組織が一括して収益を管理し、参加している球団に分配する国もある。
現代ではどの国のプロ野球も複数の球団でリーグを組み、リーグ戦を1チームあたり数十 - 百数十試合規模で実施している。複数リーグが存在する国では、リーグチャンピオン同士の対決も行われている。ちなみに日本は12球団で2リーグあり1リーグは6チーム。